# William Cottrell (Drehbuchautor)
William Cottrell (* 19. November 1906 in South Bend; † 22. Dezember 1995 in Los Angeles) war ein US-amerikanischer Drehbuchautor und Regieassistent, der über 30 Jahre für Disney gearbeitet hat. Er war mit der Schwester von Walt Disneys Ehefrau Lillian Disney, Hazel Sewell verheiratet.

## Filme

### Als Drehbuchautor
- 1940: Pinocchio
- 1943: Drei Caballeros im Sambafieber
- 1944: Drei Caballeros
- 1947: Mädchen für Hollywood (Variety Girl) (Animationsszenen)